# Un homme étrange
Un homme étrange (en russe : Странный человек, Stranny Tchelovek) est une pièce de Mikhaïl Lermontov, écrite en 1831 et publiée pour la première à Saint-Pétersbourg en 1860 par Stepan Doudychkine (avec des omissions considérables consécutives aux demandes des censeurs), puis, pour la première fois dans son entièreté, en 1880, par Piotr Efremov (en) dans un recueil rassemblant les premières pièces dramatiques de Lermontov.

## Contexte
Un homme étrange, décrit par son auteur comme un « drame romantique », est grandement autobiographique et étroitement lié à Des personnes et des passions (1830). Une partie du monologue « sacrilège » de Youri Voline est reprise, en tant que monologue de Vladimir Arbenine, ainsi que l'épisode où le serviteur Ivan refuse d'accepter l'argent de son maître et ce dernier jette la bourse par la fenêtre. Arbenine dans la pièce est poète et des poèmes du jeune Lermontov sont prononcés par le protagoniste. L'aspect autobiographique de l'œuvre est souligné par l'introduction de l'auteur: « J'ai décidé de raconter un drame qui s'est passé dans la réalité...Les personnages représentés viennent de la vie réelle. »